# Pavlína Šimáňová
Pavlína Šimáňová, född 5 april 1996, är en  volleybollspelare (center).
Šimáňová spelar i Tjeckiens landslag och har deltagit med dem vid VM 2022, EM 2021 och European Volleyball League 2021 och 2022. På klubbnivå har hon spelat för PVK Olymp Praha.